# Brvènitsa
Brvènitsa (macedònic: Брвеница) és una municipalitat del nord-oest de Macedònia del Nord. Brvènitsa també és el nom de la vila que fa de seu del govern municipal.
La municipalitat limita amb les de Tètovo al nord, Želino a l'est, Makedonski Brod al sud-est, Gòstivar al sud-oest, Vrapčište a l'oest i Bogovinje al nord-oest.